# 卡姆揚基 (海辛區)
48°40′49″N 29°50′53″E / 48.68028°N 29.84806°E
卡姆揚基（烏克蘭語：Кам'янки）是位於烏克蘭西南部的村莊，由文尼察州海辛區的泰普利克市鎮負責管轄。該村面積0.14平方公里，海拔高度196米，2001年人口234，人口密度每平方公里1,683.45人。